# Hornbach
Hornbach é uma cidade da Alemanha localizada no distrito de Südwestpfalz, estado da Renânia-Palatinado.
Pertence ao Verbandsgemeinde de Zweibrücken-Land.